# Новая Пойма
Новая Пойма— деревня в Нижнеингашском районе Красноярского края . Входит в состав городского поселения Нижний Ингаш.

## География
Находится на расстоянии примерно 2 километра на юго-восток от районного центра поселка Нижний Ингаш.

## Климат
Климат резко континентальный с продолжительной суровой, малоснежной  зимой  и  коротким жарким  летом.  Среднегодовая  температура воздуха составляет 0-5  градусов. На  территории района преобладают ветры юго-западного направления.  Вегетационный период -146 дней.  Среднегодовое  количество  осадков  - около 494 мм,  наибольшее количество их  выпадает  в  летний  период. Устойчивый  снежный  покров  устанавливается во второй половине октября,  а  сходит  в  апреле.  

## Население
Постоянное население составляло 239  человек в 2002 году (97% русские) ,  190  человек в 2010 году.